# 一英鎊超市
一英鎊超市（Poundland）是英國的一家零售企業，以店內大部分商品售價1英鎊而著稱。一英鎊超市銷售超過3,000種商品，僱傭有超過18,000名員工。2016年，每週估計有7百萬顧客光臨一英鎊超市。第一家開業於一英鎊超市開業於1990年。

## 外部連結
- Poundland's official website（页面存档备份，存于）
- Poundland - Companies House #08861243（页面存档备份，存于）
- 一英鎊超市在OpenCorporates上的群組